# Municipio de Hazen
El municipio de Hazen (en inglés: Hazen Township) es un municipio ubicado en el condado de Prairie en el estado estadounidense de Arkansas. En el año 2010 tenía una población de 1772 habitantes y una densidad poblacional de 10,05 personas por km².

## Geografía
El municipio de Hazen se encuentra ubicado en las coordenadas 34°46′52″N 91°35′41″O / 34.78111, -91.59472. Según la Oficina del Censo de los Estados Unidos, el municipio tiene una superficie total de 176.35 km², de la cual 174,32 km² corresponden a tierra firme y (1,15 %) 2,04 km² es agua.

## Demografía
Según el censo de 2010, había 1772 personas residiendo en el municipio de Hazen. La densidad de población era de 10,05 hab./km². De los 1772 habitantes, el municipio de Hazen estaba compuesto por el 80,7 % blancos, el 17,55 % eran afroamericanos, el 0,45 % eran amerindios, el 0,11 % eran asiáticos, el 0,11 % eran de otras razas y el 1,07 % eran de una mezcla de razas. Del total de la población el 1,07 % eran hispanos o latinos de cualquier raza.